# Beteta (kommunhuvudort)
Beteta är en kommunhuvudort i Spanien.   Den ligger i provinsen Provincia de Cuenca och regionen Kastilien-La Mancha, i den centrala delen av landet, 140 km öster om huvudstaden Madrid. Beteta ligger 1 220 meter över havet och antalet invånare är 402.
Terrängen runt Beteta är huvudsakligen kuperad, men åt nordväst är den platt. Runt Beteta är det mycket glesbefolkat, med 3 invånare per kvadratkilometer. Närmaste större samhälle är Cañamares, 19,2 km sydväst om Beteta. 